# František Králka
František Králka (* 16. ledna 1947) je bývalý slovenský fotbalista, obránce.

## Fotbalová kariéra
V československé lize hrál za VSS Košice. Nastoupil ve 161 ligových utkáních, gól v lize nedal. V Poháru UEFA nastoupil ve 3 utkáních.

## Ligová bilance
| Ročník                                   | Zápasy | Góly | Klub       |
| ---------------------------------------- | ------ | ---- | ---------- |
| 1. československá fotbalová liga 1969/70 | 12     | 0    | VSS Košice |
| 1. československá fotbalová liga 1970/71 | 18     | 0    | VSS Košice |
| 1. československá fotbalová liga 1971/72 | 23     | 0    | VSS Košice |
| 1. československá fotbalová liga 1972/73 | 30     | 0    | VSS Košice |
| 1. československá fotbalová liga 1973/74 | 26     | 0    | VSS Košice |
| 1. československá fotbalová liga 1974/75 | 25     | 0    | VSS Košice |
| 1. československá fotbalová liga 1975/76 | 15     | 0    | VSS Košice |
| 1. československá fotbalová liga 1976/77 | 12     | 0    | VSS Košice |
| CELKEM                                   | 161    | 0    |            |